# Камден (переписна місцевість, Мен)
Камден (англ. Camden) — переписна місцевість (CDP) в США, в окрузі Нокс штату Мен. Населення — 3850 осіб (2020).

## Географія
Камден розташований за координатами 44°12′50″ пн. ш. 69°4′6″ зх. д. / 44.21389° пн. ш. 69.06833° зх. д. (44.213771, -69.068463).  За даними Бюро перепису населення США в 2010 році переписна місцевість мала площу 9,76 км², з яких 9,75 км² — суходіл та 0,01 км² — водойми.

## Демографія
Згідно з переписом 2010 року, у переписній місцевості мешкало 3570 осіб у 1804 домогосподарствах у складі 934 родин. Густота населення становила 366 осіб/км².  Було 2360 помешкань (242/км²).
Расовий склад населення:
| - 97,3 % — білих - 0,9 % — азіатів - 0,3 % — чорних або афроамериканців - 0,1 % — корінних американців |

До двох чи більше рас належало 1,2 %. Частка іспаномовних становила 1,2 % від усіх жителів.
За віковим діапазоном населення розподілялося таким чином: 17,4 % — особи молодші 18 років, 53,2 % — особи у віці 18—64 років, 29,4 % — особи у віці 65 років та старші. Медіана віку мешканця становила 53,4 року. На 100 осіб жіночої статі у переписній місцевості припадало 79,0 чоловіків;  на 100 жінок у віці від 18 років та старших — 75,4 чоловіків також старших 18 років.
Середній дохід на одне домашнє господарство  становив 80 339 доларів США (медіана — 49 979), а середній дохід на одну сім'ю — 109 554 долари (медіана — 67 479). Медіана доходів становила 49 727 доларів для чоловіків та 37 900 доларів для жінок. За межею бідності перебувало 10,2 % осіб, у тому числі 21,1 % дітей у віці до 18 років та 6,7 % осіб у віці 65 років та старших.
Цивільне працевлаштоване населення становило 1492 особи. Основні галузі зайнятості: освіта, охорона здоров'я та соціальна допомога — 24,1 %, мистецтво, розваги та відпочинок — 23,1 %, виробництво — 10,7 %, роздрібна торгівля — 9,5 %.